# Gerbstedt
Gerbstedt è una città tedesca di 6 790 abitanti situata nel Land della Sassonia-Anhalt.